# Kobayashi Issa
Kobayashi Issa (chữ Hán: 小林一茶, Tiểu Lâm Nhất Trà; 1763 - 1828), hay vắn tắt là Issa (一茶, Nhất Trà), là một nhà thơ haiku nổi tiếng trong lịch sử Nhật Bản. Ông cùng với Matsuo Bashō, Yosa Buson và Masaoka Shiki được xem là 4 nhà thơ haiku vĩ đại nhất của Nhật Bản.

## Cuộc đời
Ông tên thật là Kobayashi Nobuyuki (小林信之, Tiểu Lâm Tín Chi), tên lúc nhỏ là Yatarō (弥太郎, My Thái Lang). Ông là con trai cả của một gia đình nông dân ở làng Kashihara, huyện Mizuuchi, xứ Shinano (nay thuộc Kashiwabara, thị trấn Shinano, huyện Kamiminochi, tỉnh Nagano).
Mẹ Issa mất sớm, khi ông mới lên 3 tuổi. Ông được người bà chăm sóc và nuôi nấng. Năm năm sau, cha ông tái hôn. Sau khi bà ông qua đời, Issa cảm thấy bị ghẻ lạnh trong chính ngôi nhà của mình. Ông không hợp với người mẹ kế, vì vậy, năm 15 tuổi, cha ông gửi ông đến Edo (Tokyo ngày nay) để kiếm sống.
Tại Edo, ông bắt đầu làm quen và học làm thơ haiku. Không có nhiều thông tin về ông trong 10 năm sau đó. Trong khoảng thời gian này, phong cách thơ riêng của ông dần hình thành. Năm 25 tuổi, ông kết thân với Kobayashi Chikua (小林竹阿, Tiểu Lâm Trúc A) thuộc trường phái haiku Nirôkuan (二六庵, Nhị lục am). Mặc dù vậy, mối quan hệ của họ không rõ ràng. Có tài liệu cho rằng ông đã bái Chikua làm thầy. Sau khi Chikua qua đời, ông đã kế thừa sư môn, xưng hiệu là Kikumei (菊明, Cúc Minh). Ông còn sử dụng các bút danh khác như là Keibashi (圯橋), Shinrabo (新羅坊), Ado (亜堂). Năm 29 tuổi, ông lấy hiệu là Issa (一茶) và được biết nhiều nhất với bút danh này.